# Прянішников Іларіон Михайлович
Іларіон Михайлович Прянішников (рос. Илларион Михайлович Прянишников; 1 квітня 1840 — 24 березня 1894) — російський художник, дійсний член Петербурзької академії мистецтв (з 1893).

## Життєпис
Народився в селі Тімашево Боровського повіту Калузької губернії в родині купця.
Навчався в Московському училищі живопису, скульптури та зодчества у С. К. Зарянко, у цей період відчув глибокий вплив В. Г. Перова.
У 1868 році став одним із членів-засновників Товариства пересувних художніх виставок, а починаючи з другої пересувної виставки — незмінний член правління Товариства.
Тривалий час викладав у Московському училищі живопису, скульптури та зодчества. Серед його учнів — С. В. Іванов, М. О. Касаткін, К. О. Коровін, М. В. Нестеров.

## Творчість
І. М. Прянішников працював у «малому жанрі». Будучи типовим «передвижником», він постійно поєднував сатиру і драму з побутописанням, що не претендує на будь-який соціальний урок. Серед його творів — «Погорільці» (1872), «Жорстокі романси» (1881), «Полювання сильніше неволі» (1881), «У майстерні художника» (1890).
Окрім описання побуту, І. М. Прянішников брав участь в роботах над розписами храму Христа Спасителя у Москві, звертався до історичного жанру, написавши кілька варіантів картини «Епізод з війни 1812 року». У 1871 році спільно з В. Є. Маковським створив альбом «Епізоди з севастопольського життя 1854—1855 року», присвячений обороні Севастополя.